# John Cooke (pirate)
Pour les articles homonymes, voir John Cooke.

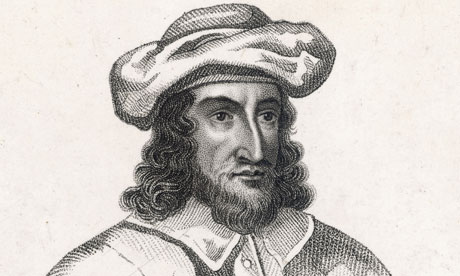

John Cooke ou John Cook est un flibustier britannique du XVIIe siècle.

## Biographie
On sait qu'en 1679, alors qu'il n'était encore qu'un capitaine marchand, il doit abandonner son navire sur l'île de Bonaire pour échapper aux Espagnols. Il joint alors l'équipage d'un capitaine flibustier associé à Bartholomew Sharpe, que John Cooke suit lorsqu'il rompt son association avec l'autre capitaine en 1681 pour quitter les mers du Sud et retourner aux Antilles.
John Cooke navigue ensuite parmi l'équipage du capitaine Wright puis du capitaine Ian Willems (dit "Yankey") dont il devient le quartier-maître et qui lui donne le commandement d'un navire qu'ils avaient pris. Malheureusement, les autorités françaises de Saint-Domingue lui confisquent le navire car il n'a pas de lettre de marque.
Avec quelques hommes, Cook rejoint le capitaine français Jean Tristan dont il vole le bateau, profitant d'une escale sur la côte ouest de Saint-Domingue. À l'aide de ce navire, il en capture deux autres dont l'un devint son navire personnel et qu'il rebaptisa le "Revenge".
Sa présence est signalée en Virginie en 1683.
Avec plus de 70 hommes sous ses ordres, il capture un grand navire danois qu'il conserva sous le nouveau nom de "Bachelor's Delight", et à bord duquel il arrive en mer du Sud par le détroit de Magellan en 1684. Il s'associe ensuite avec John Eaton (en), un autre flibustier britannique.
John Cooke, malade, meurt à bord du Batchelor's Delight, dans le golfe de Nicoya, près du cap Blanco le 19 juillet 1684. L'équipage élit alors Edward Davis comme nouveau chef de l'expédition.